# Fraction L'Étincelle
Pour les articles homonymes, voir L’Étincelle.
 (septembre 2023).
Si vous disposez d'ouvrages ou d'articles de référence ou si vous connaissez des sites web de qualité traitant du thème abordé ici, merci de compléter l'article en donnant les références utiles à sa vérifiabilité et en les liant à la section « Notes et références ».
La Fraction L'Étincelle, anciennement Fraction L'Étincelle de Lutte ouvrière (FLO), est un courant du Nouveau Parti anticapitaliste – Révolutionnaires (NPA). Fraction oppositionnelle de Lutte ouvrière à partir de 1996, elle en est exclue en 2008 après avoir participé à la création du NPA. 

## À Lutte ouvrière
Cette fraction s'est constituée à la suite d'un désaccord entre militants sur l'évolution de l'ex-Union soviétique en 1989. En 1996, des militants de Lutte ouvrière demandent à fonctionner séparément, c’est-à-dire en fraction. Une partie des militants de la Fraction conservent la carte du parti et sont présents au congrès annuel et représentés à la direction de l'organisation. Si la Fraction obtient environ 3 % des voix lors du congrès, elle revendique cependant environ 10 % des effectifs du parti (les nouveaux adhérents de la Fraction ne sont pas membres de LO et n'ont pas le droit de voter lors du congrès)[réf. souhaitée].
L'Étincelle déclare chercher au maximum l’action commune avec les autres militants et groupes d’extrême gauche. Cependant, dès sa constitution, le groupe exclut des militants prônant une dissolution dans la Ligue communiste révolutionnaire (LCR) (devenue aujourd'hui le Nouveau parti anticapitaliste ou NPA) et s'éloigne des sections de Rouen et Bordeaux de Lutte ouvrière, cherchant également un rapprochement plus important avec la LCR et exclues par Lutte ouvrière en mars 1997 (elles forment Voix des travailleurs)[réf. souhaitée].
En 2005, un désaccord surgit quant à l'analyse des émeutes de 2005 dans les banlieues françaises. Au congrès annuel, la Fraction conteste l'attitude de la majorité sur les émeutes, soutenant qu'il s'agit d'« une rébellion d'une partie de la jeunesse ouvrière », tout en critiquant les formes prises par cette révolte, telles que les destructions de bâtiments publics et les attaques contre des bus et des pompiers. Elle rappelle que Lutte ouvrière avait par le passé soutenu les émeutiers de Vaulx-en-Velin, dans des conditions assez proches de celles de novembre 2005. La direction, pour sa part, nie ce caractère de « révolte d'une partie de la jeunesse ouvrière » et considère que ces violences résultent certes de la crise du système capitaliste et du chômage, mais sont aussi pour beaucoup le résultat de la carence d'éducation d'une partie des jeunes déclassés de banlieue et que ces actes, essentiellement négatifs, ne peuvent pas être assimilés à une révolte de classe[réf. souhaitée].
Alors que jusque là les militants de L'Étincelle participaient aux campagnes électorales en faveur des candidats de Lutte ouvrière, à partir des élections municipales de 2008 ils s'opposent à la nouvelle ligne du parti, qui souhaite conclure des accords avec le Parti socialiste et le Parti communiste afin d’obtenir des élus.
Le 21 septembre 2008, Lutte ouvrière annonce l'exclusion de la Fraction, affirmant que celle-ci « s'est, depuis sa création, de plus en plus éloignée de Lutte ouvrière, au point de constituer aujourd'hui une organisation complètement indépendante », soutenant des candidats différents de ceux de Lutte ouvrière lors de municipales à Wattrelos (Nord) (ce qui avait valu aux fractionnaires d'être suspendus dès février 2008), et participant en tant qu'observateur au Comité d'animation national (CAN) pilotant la création du Nouveau Parti anticapitaliste (NPA),.

## Au Nouveau Parti anticapitaliste
L'Étincelle devient une composante du NPA, fondé en 2009. Elle dispose d'un statut d'observateur au sein du conseil politique national de ce parti.
Le 10 décembre 2022, au cours du cinquième congrès du NPA qui a donné lieu à une scission, les délégués de L'Étincelle, membres de la plateforme C (46 % des voix) avec Anticapitalisme et Révolution (A&R), choisissent de « continuer le NPA » dans un sens « communiste et révolutionnaire ». Une scission est actée avec la majorité.
Ces militants internationalistes s’insurgent contre la « fausse solution » à la crise qu'est le « protectionnisme, made in France ». Pour eux, une seule solution : réorganiser l’économie mondiale en fonction des besoins de l’humanité, à l’échelle internationale, en commençant par renverser le capitalisme.

## Presse
La Fraction L'Étincelle édite une revue, Convergences révolutionnaires. Depuis le numéro 89, la Fraction signe ses textes politiques des seuls mots « Fraction L'Étincelle » et non plus « Fraction L'Étincelle de Lutte ouvrière »[réf. souhaitée].
Jusqu'au mois de janvier 2008, elle disposait d'une tribune régulière dans l'hebdomadaire Lutte ouvrière et dans la revue mensuelle Lutte de classe.
Elle s'est exprimée dans la revue théorique de la Ligue communiste révolutionnaire (LCR) Critique communiste parue à l'été 2008 (no 188)[réf. souhaitée].
Depuis mai 2023, ils participent au nouveau journal, mensuel puis quinzomadaire, du NPA-Révolutionnaires, Révolutionnaires.